# Елез Исуфи
Елез Исуфи Ндреу (на албански: Elez Isufi Ndreu) е албански революционер, участник в борбата за независимост.

## Биография
Роден е в дебърското село Слова в 1861 година, но по произход е от Сорица. Влиза в движението за независимост и заедно с Дине Макелара, Суфа Джелили, Садула Стразимири и Назиф Граждани е лидер на албанското въстание в Дебърско в 1909 - 1912 година. След това участва в последвалата борба срещу сръбската окупация на Дебърско.
През Първата световна война автсрийския император Франц Йосиф в 1917 година му връчва златен офицерски кръст. Исуфи е близък сътрудник на Байрам Цури. На 15 август 1921 година оглавява въстание в Дебър срещу югославската власт, което продължава до декември същата година.
Исуфи е в опозиция на Ахмед Зогу и участва във въстанието от 1 март 1922 година, при което неговите дебърски бойци навлизат в Тирана, влизат в сблъсъци с правителствените части, командвани от Пренк Превизи, и се оттеглят чак след намесата на британския дипломат Хари Ейрис. Те получават смъртни присъди от военния съд, но по-късно са амнистирани.
Исуфи участва в Юнската революция от 1924 година, подкрепя режима на Фан Ноли. По време на югославската интервенция през декември е ренен на 25 декември край Пешкопия в сражение със зогистките сили и умира на 30 декември.
Негов син е революционерът и военен Цен Елези.